# 小叶肉穗草
小叶肉穗草（学名：Sarcopyramis parvifolia）为野牡丹科肉穗草属下的一个种。

## 扩展阅读
- 維基物種上的相關：小叶肉穗草